# Akihiko Hoshide
Akihiko Hoshide (星出 彰彦?, Hoshide Akihiko; Setagaya, 28 dicembre 1968) è un ingegnere e astronauta giapponese.
Partecipò a una missione Shuttle, l'STS-124, nel 2008 e una missione di lunga durata Sojuz TMA-05M (Expedition 32/33) nel 2012. Il 23 aprile 2021 è partito per la sua terza missione, SpaceX Crew-2/Expedition 65, durante la quale ha assunto il comando della Stazione spaziale internazionale per l'Expedition 65.

## Biografia

### Istruzione
Nato a Setagaya, Tokyo, in Giappone, conseguì un diploma baccellierato internazionale presso il United World College of South East Asia nel 1987, un baccellierato in ingegneria meccanica nella Keio University nel 1992 e un Master of Science in ingegneria aerospaziale nella University of Houston nel 1997.

### Carriera di ingegnere
Iniziò a lavorare alla National Space Development Agency of Japan (NASDA) nel 1992, collaborando allo sviluppo del veicolo cargo H-II Transfer Vehicle (HTV) per due anni. Dal 1994 al 1999 lavorò come ingegnere di supporto agli astronauti dell’Ufficio astronauti della NASDA, supportando lo sviluppo del programma di allenamento degli astronauti e la valutazione dei design delle interfacce dell'equipaggio. Nel 1995 supportò Koichi Wakata durante l’addestramento alla missione STS-72 e la missione stessa.

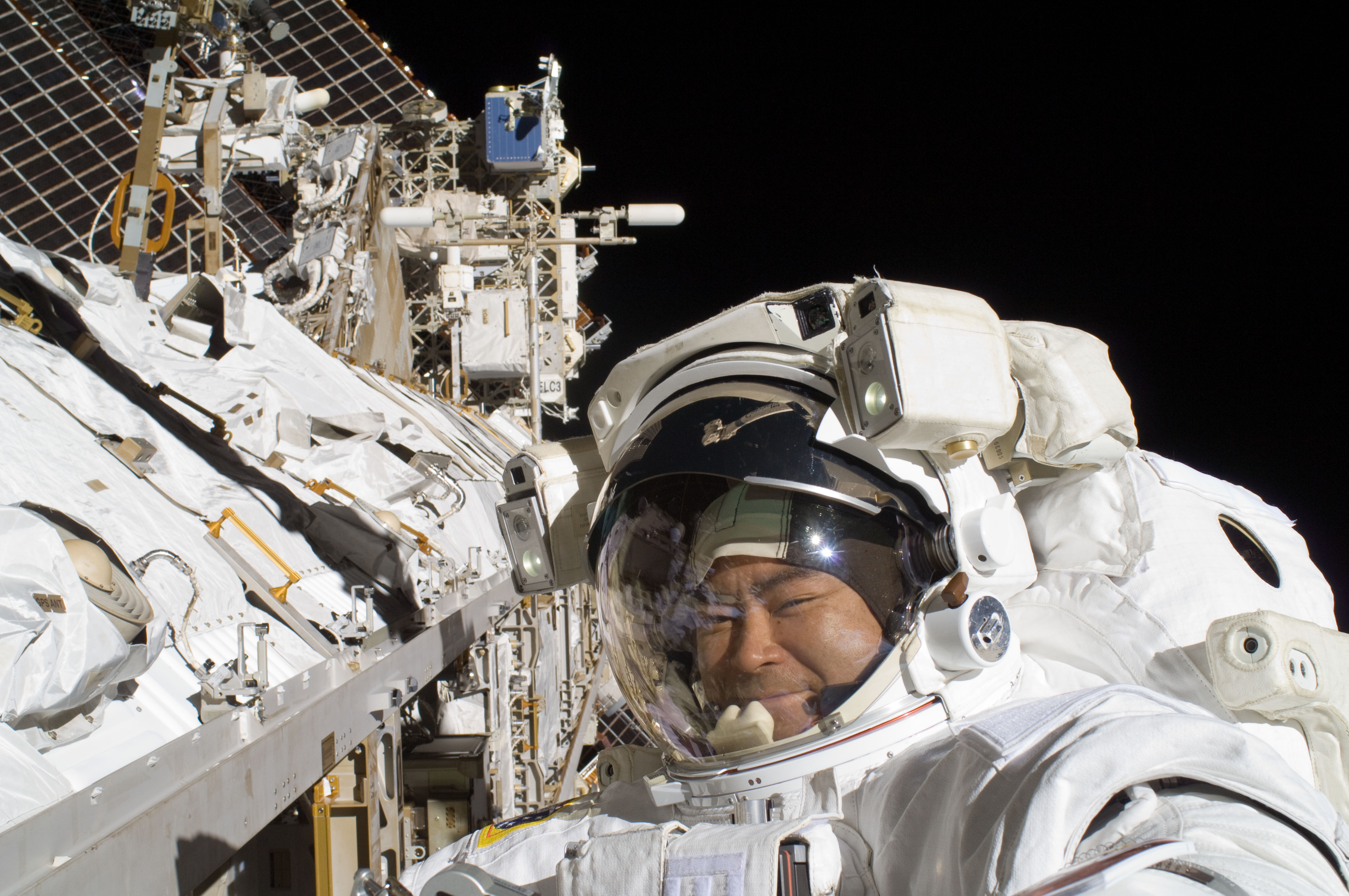
Hoshide durante un'EVA dell'Expedition 32/33

### Carriera di astronauta
Nel febbraio 1999 venne selezionato dalla NASDA come uno dei tre candidati giapponesi per la Stazione spaziale internazionale. Nell’aprile di quell’anno iniziò il programma di addestramento di base, venendo certificato come astronauta alla conclusione di questo nel gennaio 2001. Nella primavera del 2001 iniziò l'addestramento avanzato della ISS e collaborando inoltre allo sviluppo dell'hardware e alle operazioni del Japanese Experiment Module "Kibo" e il veicolo cargo H-II Transfer Vehicle (HTV). Nel maggio 2004 completò l'addestramento come ingegnere di volo per il veicolo spaziale  Sojuz-TMA nel Centro di addestramento cosmonauti Jurij Gagarin della Città delle Stelle in Russia, e successivamente si trasferì al Johnson Space Center, dove frequentò l'addestramento della NASA come candidato astronauta per un anno e otto mesi. Nel 2006 divenne quindi assegnabile a una missione spaziale a bordo dello Space Shuttle come Specialista di missione. Nel 2014 fu comandante della missione analoga della NASA NEEMO 18, durante la quale passò otto giorni continuativi nel laboratorio sottomarino Aquarius. Nel 2016 prese parte a una seconda missione analoga, ESA CAVES, trascorrendo una settimana in una grotta della Sardegna con un equipaggio di astronauti internazionali. Tra aprile e ottobre 2016 fu Capo degli astronauti JAXA.

#### STS-124
Nel marzo 2007 venne assegnato alla missione Shuttle STS-124, la seconda delle tre missioni finalizzate all’assemblaggio del Japanese Experiment Module (JEM) "Kibo". Partì verso la Stazione Spaziale Internazionale il 31 maggio 2008 a bordo dello Shuttle Discovery dal Kennedy Space Center, arrivando alla ISS due giorni dopo. Hoshide si occupò di installare il Pressurized Module (PM), l’elemento più importante del laboratorio giapponese, e il JEM Remote Manipulator System (JEMRMS), manovrando il braccio robotico Canadarm2 della ISS. Si occupò inoltre di spostare Experiment Logistics Module-Pressurized Section (ELM-PS) da Harmony al Pressurized Module. Tornò sulla Terra dopo 13 giorni di missione.

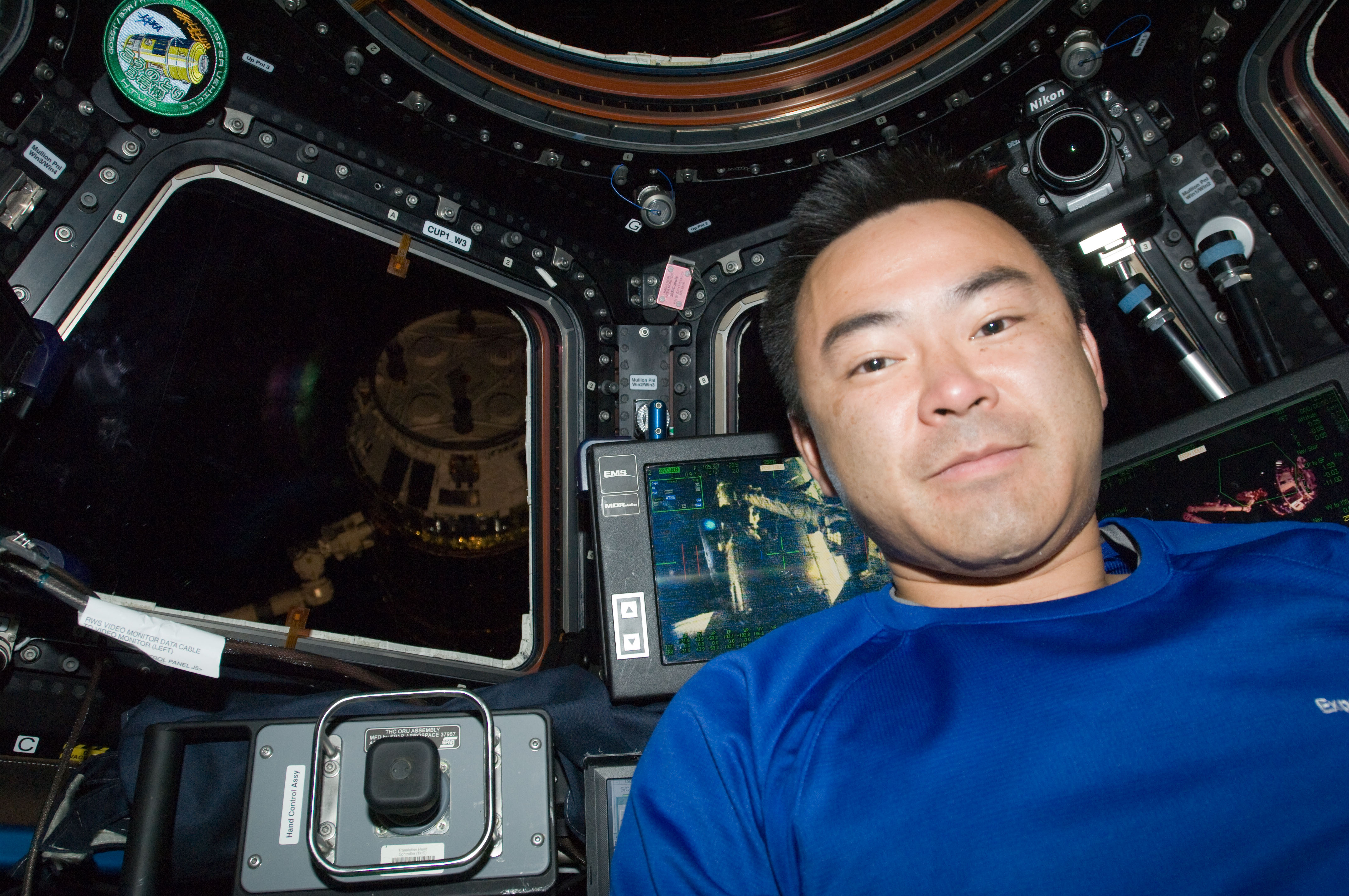
Hoshide poco dopo la cattura dell'HTV-3

#### Sojuz TMA-05M (Expedition 32/33)
Nel novembre 2009 venne assegnato come ingegnere di volo per la Expedition 32/33. Tornò sulla Stazione Spaziale Internazionale il 15 luglio 2012 con la Sojuz TMA-05M per prendere parte alla sua prima missione di lunga durata. Durante la missione si occupò di svolgere esperimenti scientifici, effettuare manutenzione alla ISS e manovrare il braccio robotico Canadarm2 per catturare dei veicoli cargo. Nel luglio 2012 assistette l’astronauta Acaba per la cattura dell’HTV-3, che poi installò personalmente nel boccaporto nadir di Harmony mentre ad ottobre catturò il veicolo cargo Dragon della prima missione operativa (CRS-1). Effettuò inoltre tre attività extraveicolari con l’astronauta Williams durante le quali sostituì delle componenti difettose all’esterno della ISS. Tornò nella Terra dopo 126 giorni di missione, atterrando nel Kazakistan.

#### SpaceX Crew-2 (Expedition 65)
Nel 2018 venne assegnato alla prima missione operativa con equipaggio di Boeing (a bordo della CST-100 Starliner), prevista inizialmente per maggio 2020, durante la quale avrebbe assunto il comando della ISS per la Expedition 65, ma per i ritardi nella certificazione del veicolo Boeing, nel luglio 2020 venne assegnato alla missione SpaceX Crew-2 con il lancio previsto per il 22 aprile 2021. Dopo il rinvio di un giorno per meteo avverso, il lancio ebbe luogo il 23 aprile.